# 西福岡マリナタウン
西福岡マリナタウン（にしふくおかマリナタウン）は、福岡県福岡市西区にある博多湾の埋め立てによるウォーターフロント開発によって誕生した住宅地区の愛称。現行の行政地名は、愛宕浜一丁目から四丁目まで。2022年11月末現在の人口は8,541人。郵便番号は819-0013。

## 地理
福岡市の都心部とされる中央区天神等の西南西約6キロメートル、西区の室見川と名柄川に挟まれた海沿いの北東部に位置している。東で室見川の河口を介して百道浜（）と、南で豊浜（）と、また南でマリナ通りを挟んで姪の浜（）と、東で名柄川の河口を介して小戸（）と隣接する。

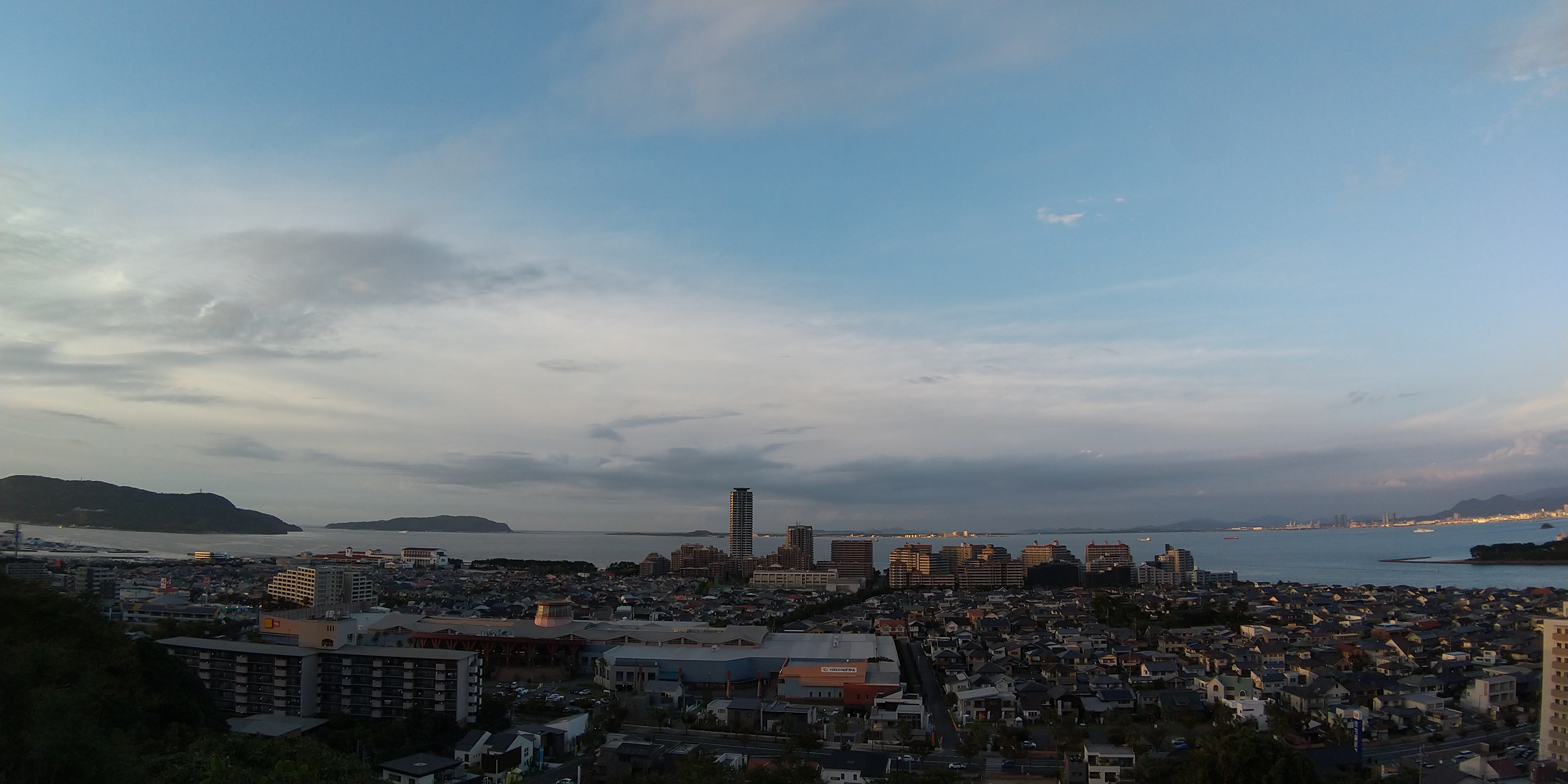
愛宕浜と豊浜（愛宕山からの遠景）

### 河川
次の河川が横断している。
- 室見川（二級河川）
- 名柄川

主な河川
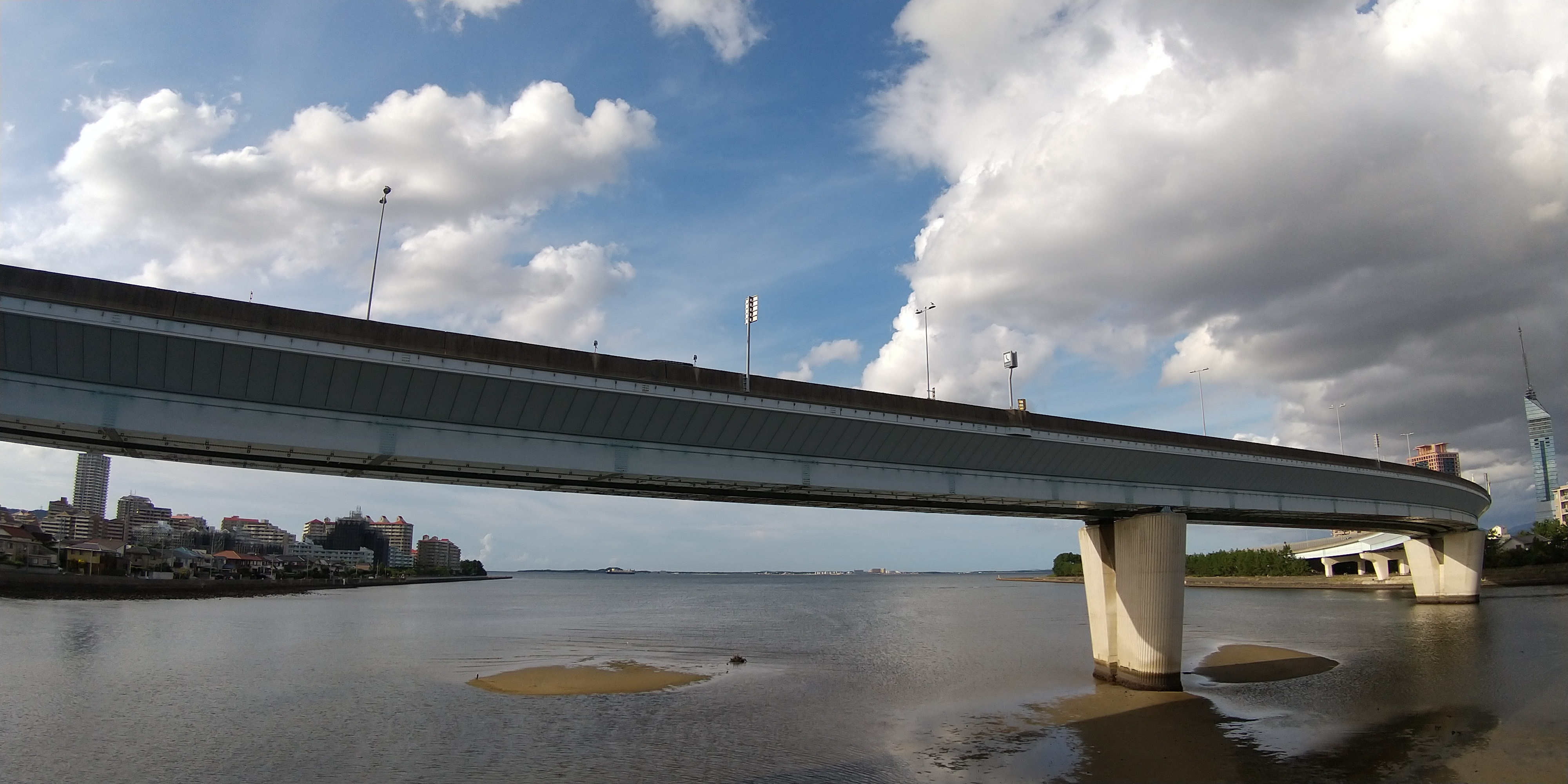
室見川（愛宕大橋の下流側、左：西区豊浜及び愛宕浜、右：早良区百道浜）
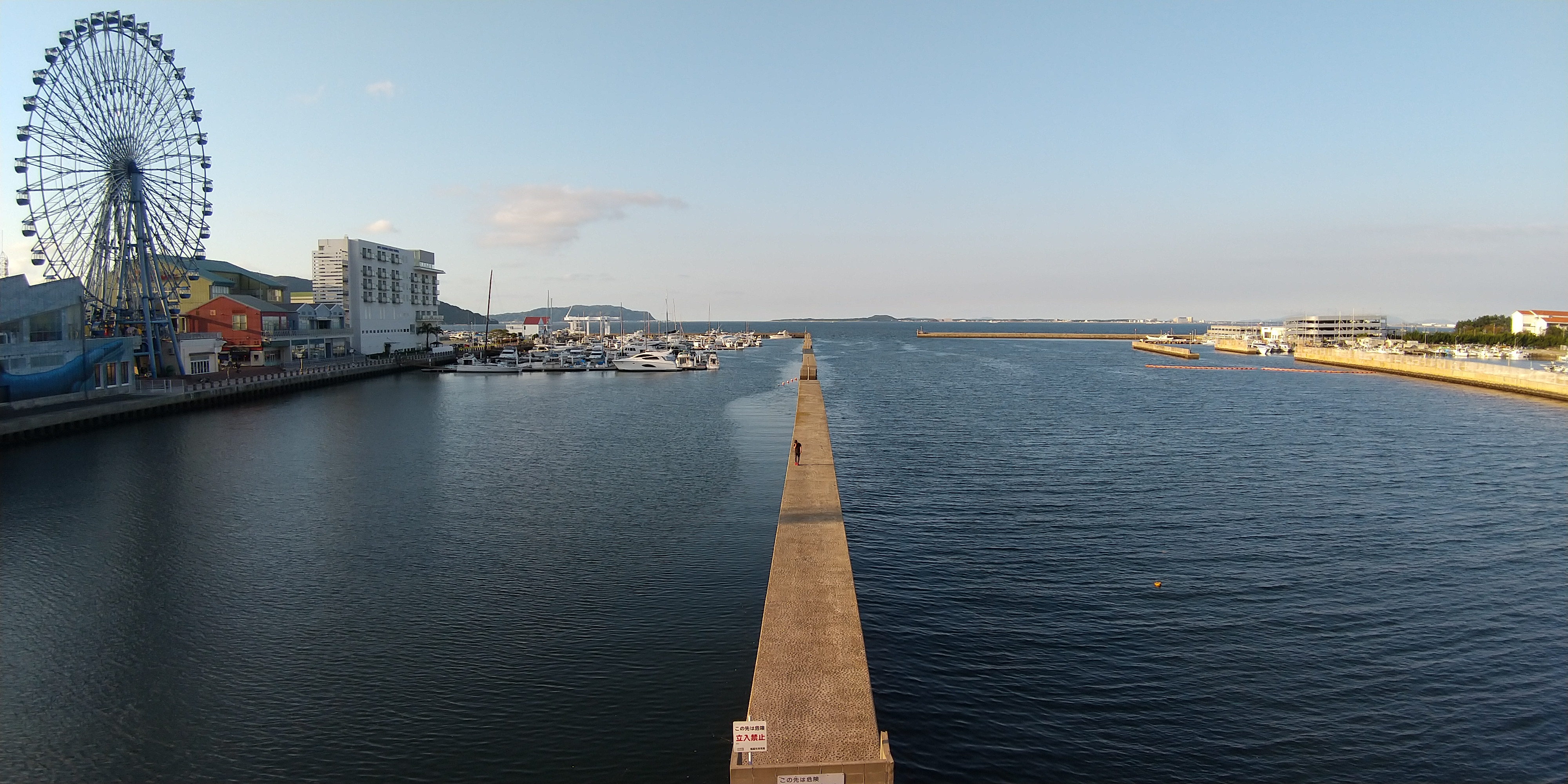
名柄川の河口（港湾区域、西福岡マリナ大橋の下流側、左：小戸、右：愛宕浜）

## 歴史
福岡市が1981年に策定した「第5次福岡市基本計画」中、「21世紀を目指した海浜都市づくり」構想に基づき、1982年から1988年４月までに行われた博多湾埋め立て第一期工事「地行・百道地区」（事業主体：福岡市）「小戸・姪浜地区」（事業主体：博多港開発）のうち、「姪浜地区」が当該地である。埋め立てには海底砂の浚渫土砂のほか、旧早良炭鉱第二抗近くにあったボタ山のボタや同時期に移転解体した旧福岡県県庁舎のコンクリート廃材も使用されている。。「西福岡マリナタウン」の愛称は福岡市の職員などによる公募で1986年10月22日に決定した。
当初より都市化に伴う人口増に対応したニュータウンという位置づけで、閑静でゆとりがある住宅地区を目指して造成されたため、総面積76.4hrのうち41.8hrが住宅用地である。海沿いに人工海浜を擁する「マリナタウン海浜公園」、防風林を挟み海沿いに高層マンション群、旧海岸沿いの内陸側に分譲戸建て住宅、区域内に市立愛宕浜小学校、市立姪浜中学校、市立福岡女子高校、また数多くの公園と中央に緑道を配し、極力商業施設を排除するなど福岡市もモデル事業としての計画都市とすして、都心に近い場所でありながら閑静な環境を実現している。海浜地区であり電線類が地下埋設のため景観が良く、CM等の撮影にも使われている。
交通面では西鉄バス愛宕浜営業所から都市高速経由の高速バスが発着しており、また福岡都市交通の愛宕ランプまで1km、市営地下鉄姪浜駅まで2km、また能古渡船場から能古島に市営渡船が出るなど恵まれた立地となっている。
埋め立て完成時の地名は一時的に隣接地の「姪浜3丁目」であったが、1988年3月22日からは「愛宕浜一丁目、二丁目、三丁目及び四丁目」と町名が変更された。福岡市が1995年に誘致し開催都市となった1995年夏季ユニバーシアード時には、分譲前の高層住宅を含む一帯が選手村として整備し提供された。

### 沿革
- 1981年（昭和56年）
  - 第5次福岡市基本計画で、博多湾埋め立てを計画
- 1982年（昭和57年）
  - 4月 -博多湾埋め立て第一期（西部地区/地行・百道地区、姪浜・小戸地区）起工[11]
  - 1月 -旧福岡県庁廃材コンクリート（40000㎥）を福岡県側が運搬費用を負担することで姪浜・小戸地区埋め立て用に受け入れることを福岡県・福岡市が合意[6]
- 1986年（昭和61年）
  - 6月 -　西部埋め立て地の愛称が決まる。地行・百道地区「シーサイドももち」、姪浜地区「西福岡マリナタウン」[7]
- 1987年（昭和62年）
  - 7月 -　人工海浜と駐車場を7月19日から8月31日までの期間限定で開放 [12]
- 1988年（昭和63年）
  - 3月 -　埋め立て工事竣工、埋め立て地区の新町名を姪浜3丁目から愛宕浜1～4丁目に変更[10]
- 1989年（平成1年）
  - 11月 -　博多夢松原の会が人工海浜に約1000本のクロマツ苗を植樹[13]
  - 12月 -　西日本鉄道 今川営業所 愛宕浜車庫（現：愛宕浜自動車営業所） 営業開始[14]
- 1990年（平成2年）
  - 2月 -　人工海浜を管理する港湾海浜管理センターが福岡市の出資で発足[15]
  - 4月 -　人工海浜を「マリナタウン海浜公園」として全面オープン[16][17]
- 1991年（平成3年）
  - 4月 -　福岡市が1995年夏季ユニバーシアード福岡大会の選手村として西福岡マリナタウンを活用する方針を決定[18]
  - 7月 -　「西福岡マリナ大橋」完工[19]
  - 　　　　西福岡マリナタウン戸建住宅128戸販売[20]
- 1992年（平成4年）
  - 　　　　西福岡マリナタウン戸建住宅97戸販売[21]
- 1994年（平成6年）
  - 6月 -  ウェーブコースト敷地内にユニバーシアード記念彫刻が公募により設置される
  - 9月 -　市道唐人町豊浜線の西区内及び市道豊浜小戸線の愛称が「マリナ通り」になる[22]
- 1995年（平成7年）
  - 3月 -  福岡市立福岡女子高等学校が姪浜町より移転開校[23]
  - 8月 -　1995年夏季ユニバーシアード選手村開村
  - 9月 -　1995年夏季ユニバーシアード選手村閉村
- 1996年（平成8年）
  - 4月 -  福岡市立愛宕浜小学校新設開設[24]
- 1998年（平成10年）
  - 4月 -  愛宕浜公民館開設
- 2000年（平成12年）
  - 3月 -  地区に隣接する西区豊浜３丁目に大型商業施設ショッパーズモールマリナタウン（現・イオンマリナタウン店）が開業
- 2006年（平成18年）
  - 4月 -  福岡市立姪浜中学校が姪浜町より移転開校[25]

| | | | | |
| 1975年1月に国土地理院が撮影した航空写真。豊浜団地が博多湾に張り出している。国土交通省 国土地理院 地図・空中写真閲覧サービスの空中写真を基に作成 | 1983年10月に国土地理院が撮影した航空写真。護岸工事の様子。国土交通省 国土地理院 地図・空中写真閲覧サービスの空中写真を基に作成 | 1987年9月に国土地理院が撮影した航空写真。埋め立てがほぼ完了している。国土交通省 国土地理院 地図・空中写真閲覧サービスの空中写真を基に作成 | 1993年5月に国土地理院が撮影した航空写真。戸建住宅エリアは完成。高層住宅エリアの整地が進んでいる。国土交通省 国土地理院 地図・空中写真閲覧サービスの空中写真を基に作成 | 2007年7月に国土地理院が撮影した航空写真。高層住宅が完成し、姪浜中学校も移転を完了して街並みが完成している。国土交通省 国土地理院 地図・空中写真閲覧サービスの空中写真を基に作成 |

## 1995年夏季ユニバーシアード福岡大会　選手村について

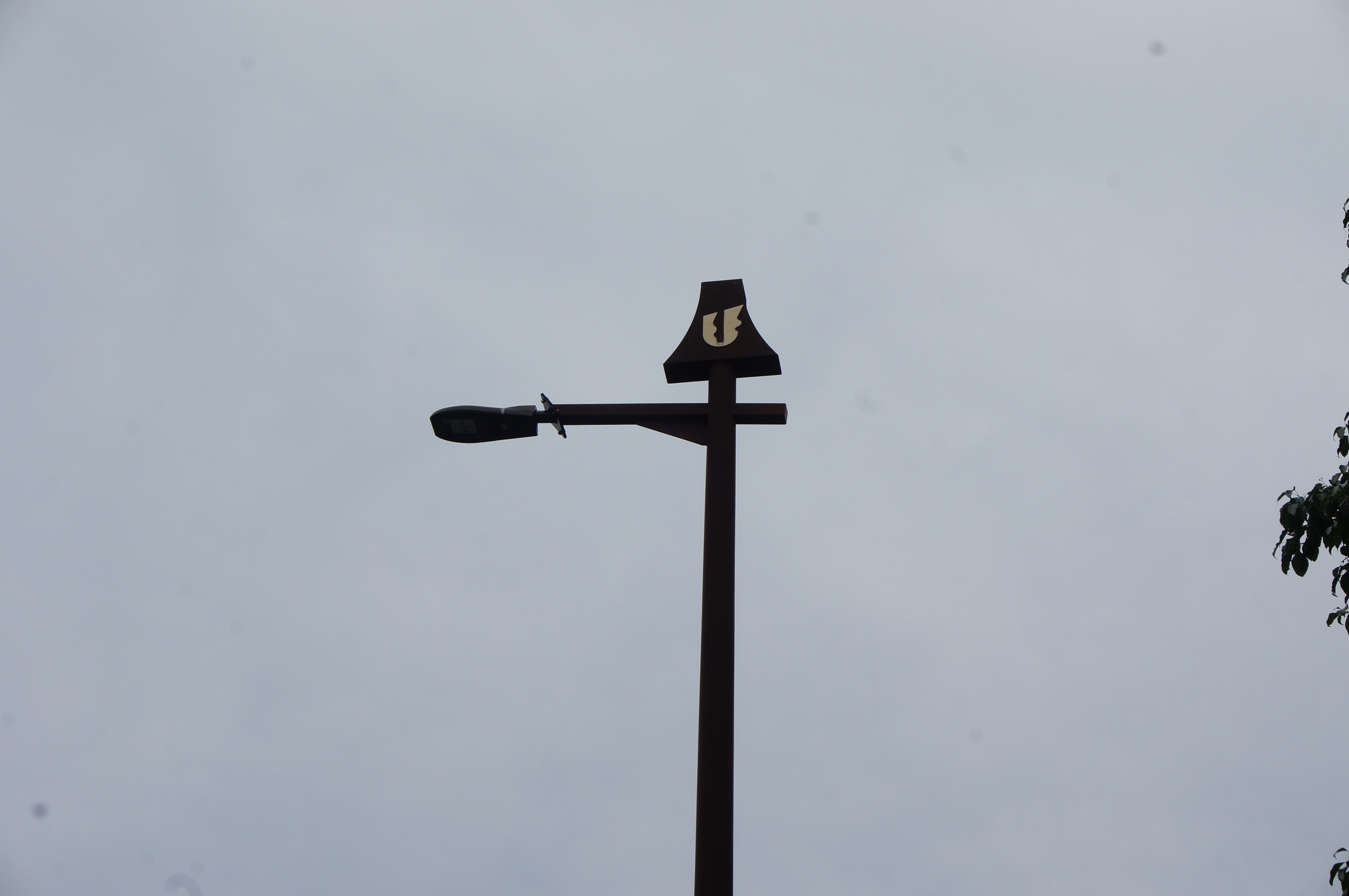
ユニバーシアード福岡大会のシンボルロゴがあしらわれた街灯。ウェーブコースト前　2018年撮影

福岡市が主会場となった1995年夏季ユニバーシアード福岡大会において、各競技会場や開閉会式会場の福岡ドームに近く、まとまった戸数が確保できるという理由で、整備途中の西福岡マリナタウンが1995年8月16日から同年9月5日までの期間、選手村となった.。
選手村には4つのゾーンがあり、「宿舎ゾーン」には分譲前の高層住宅が提供された。内訳は積水ハウス分譲分6棟400戸、博多港開発分譲分6棟600戸、住宅都市整備公団分譲分2棟200戸、合計14棟1200戸が宿舎ゾーンとなった。個別には内装は仕上げが施されていない状態で提供され、仮設トイレや仮設洗面所は各室内に、それ以外の水回りは共同シャワー室や共同洗濯場という形で各棟に仮設設置し、選手村閉村後は再度分譲用の内装工事を行ったのちに新規分譲された。また「運営ゾーン」として現在商業施設になっている住宅販売センターが選手村本部、開校前の福岡市立愛宕浜小学校が選手村本部分室および消防隊詰所、現在福岡市立姪浜中学校になっている敷地がバスターミナルとして整備された。
「交流・サービスゾーン」としては、現在ウェーブコースト5番館から8番館がある敷地に仮設のビレッジサービスセンターが設けられ、総合案内所、2000席のレストラン、売店、理・美容室、両替所、郵便局などの施設のほかゲームセンターやディスコまで設けられた。人工海浜を含む一帯は選手専用のプライベートビーチとなり、隣接地には旗広場や礼拝室も設けられた。「ウォームアップゾーン」は福岡市立福岡女子高等学校のグラウンド、体育館、プールが活用された。開催期間中合計161か国・地域5731人の選手・役員が入村した。ユニバーシアード大会が成功した経験により、福岡市は2006年4月14日に2016年のオリンピック誘致活動を開始したが誘致は成功しなかった。

## 人口
愛宕浜一丁目から四丁目までを合わせた人口の推移を福岡市の住民基本台帳（公称町別）に基づき示す（単位：人）。集計時点は各年9月末現在である。
- 2001年（平成13年）：8,344
- 2002年（平成14年）：8,494
- 2003年（平成15年）：8,462
- 2004年（平成16年）：8,521
- 2005年（平成17年）：8,686
- 2006年（平成18年）：9,280
- 2007年（平成19年）：9,626
- 2008年（平成20年）：9,598
- 2009年（平成21年）：9,870
- 2010年（平成22年）：9,891
- 2011年（平成23年）：9,876
- 2012年（平成24年）：9,864
- 2013年（平成25年）：9,731
- 2014年（平成26年）：9,625
- 2015年（平成27年）：9,491
- 2016年（平成28年）：9,340
- 2017年（平成29年）：9,259
- 2018年（平成30年）：9,082
- 2019年（令和元年）：8,942
- 2020年（令和2年）：8,802
- 2021年（令和3年）：8,681
- 2022年（令和4年）：8,572

## 所在施設
- 集合住宅
  - 西福岡マリナタウンウエーブコースト　福岡市住宅供給公社分譲　中高層7階から14階建て8棟　
  - 西福岡マリナタウンリベーラガーデン　博多港開発分譲　33階建て高層タワーマンションマリナタワーを擁する10棟の集合住宅群　
  - 西福岡マリナタウンクレアコースト　積水ハウスと福岡市住宅供給公社の共同分譲　中高層9階から14階建て5棟
  - 西福岡マリナタウンイーストコート　住宅都市整備公団分譲　中高層9階から14階建て9棟

- マリナタウン海浜公園[9]
- 愛宕浜中央公園
- 福岡市立愛宕浜小学校
- 福岡市立姪浜中学校
- 福岡市立福岡女子高等学校
- 福岡市営渡船 姪浜旅客待合所（一般的には「能古渡船場」と呼ばれる）
- 西日本鉄道愛宕浜自動車営業所
- 福岡マリナタウン郵便局
- 愛宕浜公民館
- 姪浜漁港
- マルキョウ　愛宕店

ギャラリー
- シンボルタワー
- マリナタウン郵便局
- 愛宕浜公民館
- 姪浜旅客待合所
- 西日本鉄道愛宕浜自動車営業所
- リベーラガーデンマリナタワー
- マリナタウン海浜公園
- 愛宕浜中央公園
- マリナタウン戸建てゾーン住宅表示
- 福岡市立愛宕浜小学校
- 福岡市立姪浜中学校
- 福岡市立福岡女子高等学校

## 交通

### 道路
- 市道豊浜小戸線（愛称：マリナ通り）がほぼ旧海岸線を通っており、海側が西福岡マリナタウンとなる。市道豊浜小戸線のマリナタウン入口交差点を起点として愛宕浜四丁目交差点に戻ってくる形で西福岡マリナタウン内を環状に市道西福岡海岸線が通っており、西福岡海浜線の陸側が戸建てエリア、海側が高層住宅、他エリアに分かれる形となっている。 [28]

主な幹線道路の写真
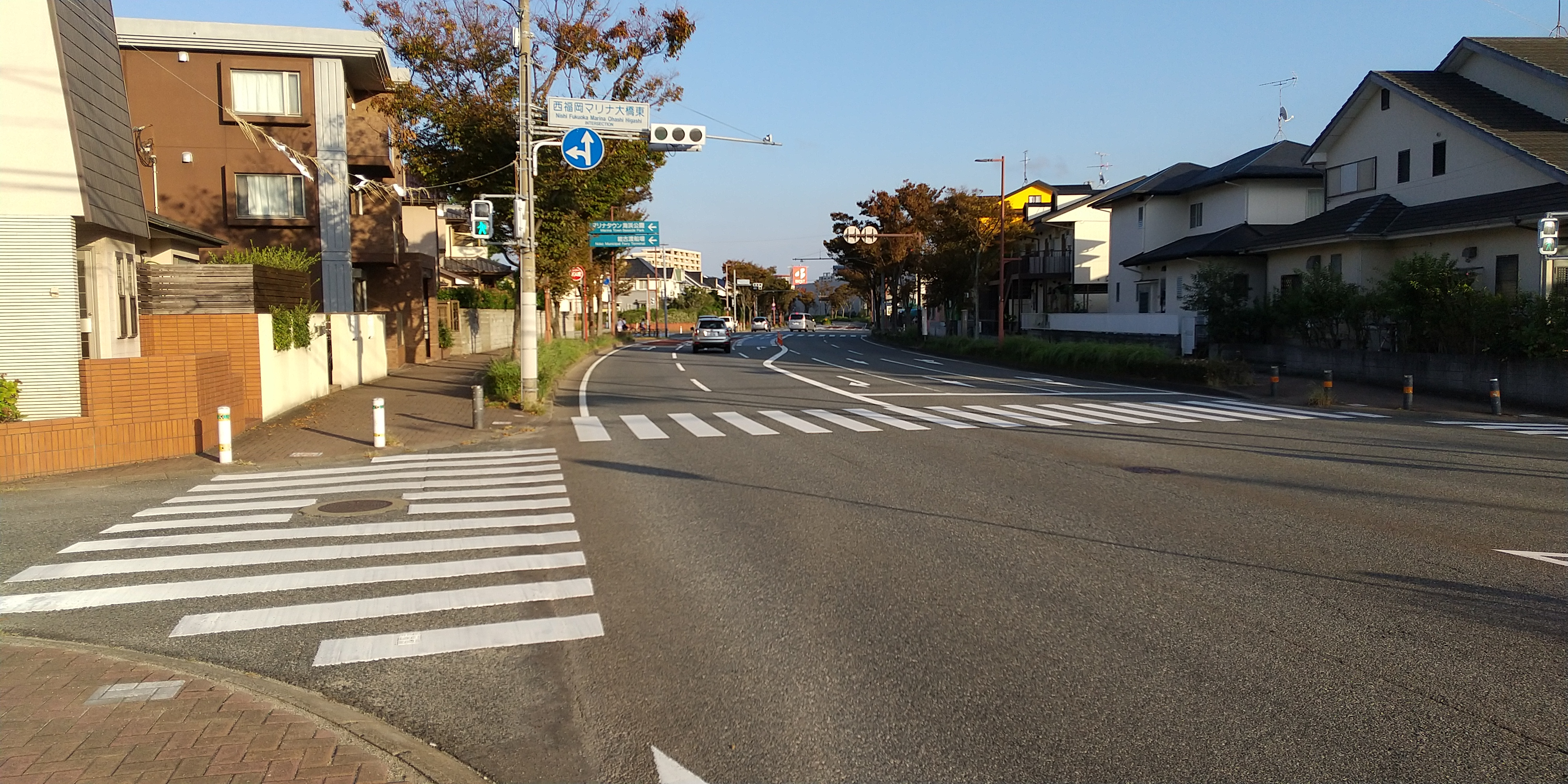
マリナ通り、西福岡マリナ大橋東交差点の東側（左：愛宕浜、右：姪の浜）
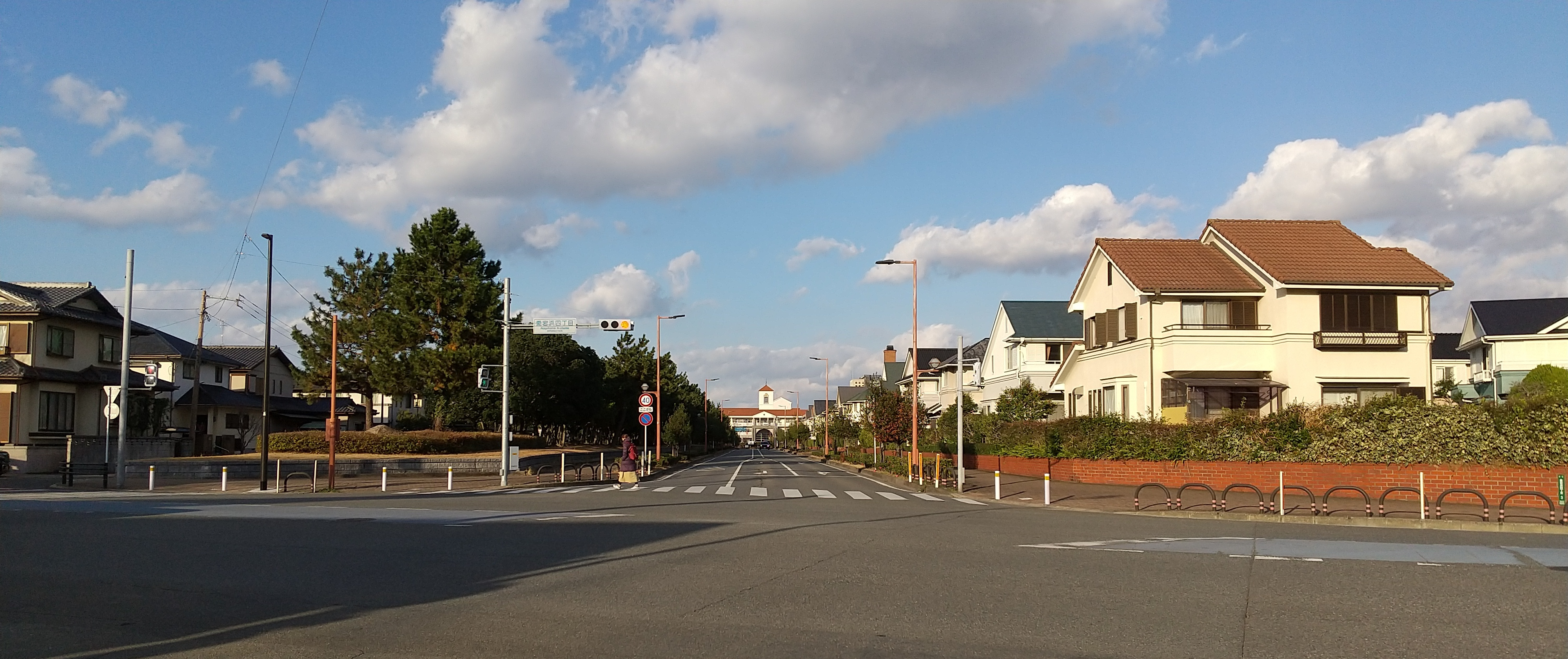
西福岡海浜線、愛宕浜四丁目交差点の北側

### バス
- 市道西福岡海岸線に西日本鉄道の路線バスが運行しており、以下のバス停留所がある[29]。
  - 郵便局前・マリナタウン第一・愛宕浜一丁目・マリナタウン第二・愛宕浜二丁目・福岡女子高前・愛宕浜小学校前・能古渡船場（愛宕浜自動車営業所が併設）
- 市道豊浜小戸線（愛称：マリナ通り）沿いに以下のバス停留所がある。
  - 愛宕浜四丁目

バスの運行詳細については西日本鉄道愛宕浜自動車営業所を参照ください。

### 鉄道
- 西福岡マリナタウン内に鉄道の駅はなく、福岡市地下鉄・九州旅客鉄道の姪浜駅が最寄り駅となる。

### 航路
- - 姪浜旅客待合所（能古渡船場）より能古島行きのフェリー、小呂島行きの旅客船が運航されている。[30]